# Praealticus dayi
Praealticus dayi är en fiskart som först beskrevs av Gilbert Percy Whitley 1929.  Praealticus dayi ingår i släktet Praealticus och familjen Blenniidae. IUCN kategoriserar arten globalt som livskraftig. Inga underarter finns listade i Catalogue of Life.